# Cucina ucraina

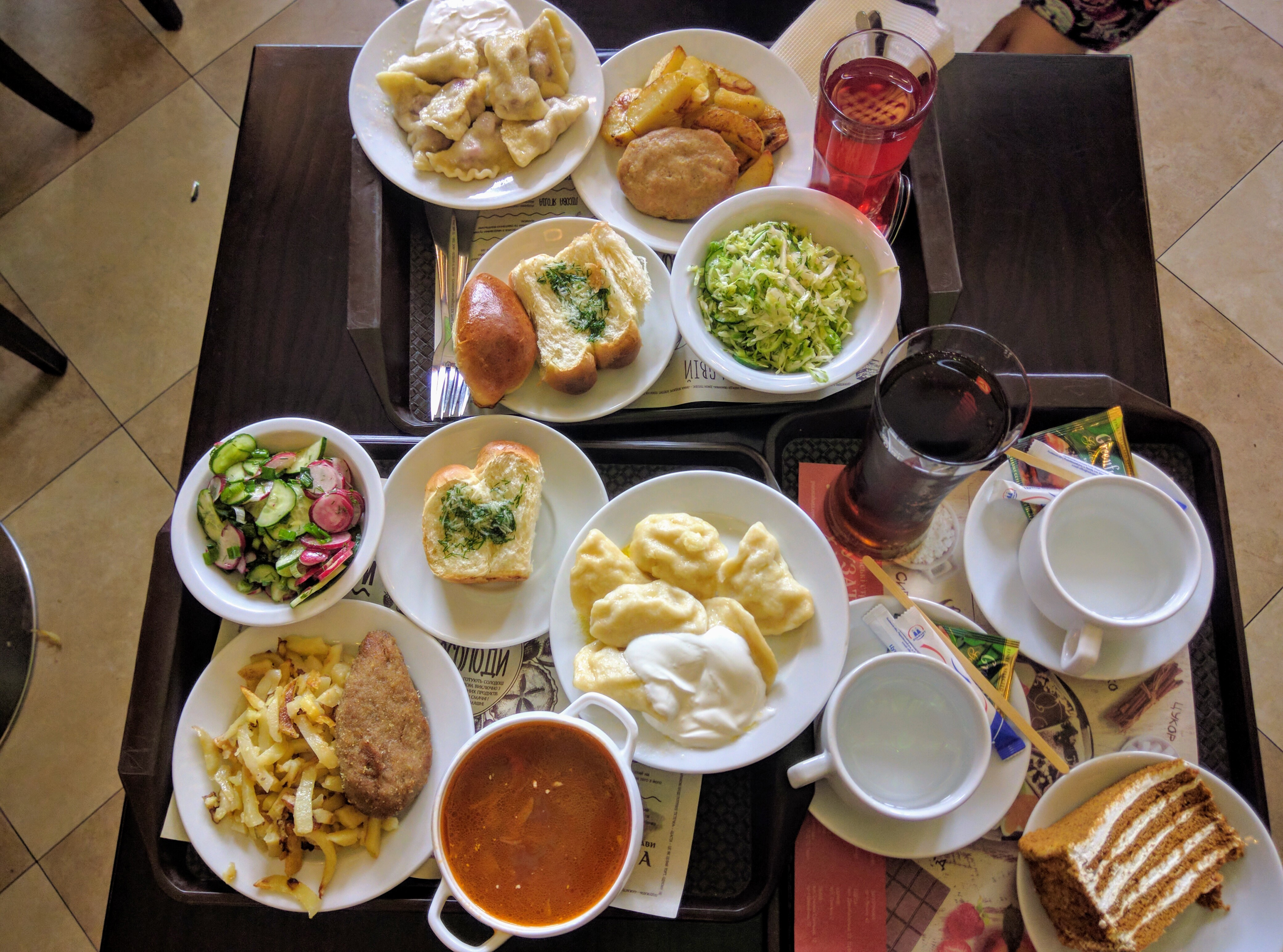
Piatti tipici ucraini

La cucina ucraina è parte integrante della cultura ucraina e si riflette nello stile di vita e negli usi e costumi di tutti gli ucraini. Si riconosce in modo particolare per la grande varietà di sapori e la diversità di ingredienti utilizzati. La cucina ucraina, in particolar modo, ha dato influenza gastronomica alla cucina russa e polacca. Gli ingredienti della cucina popolare sono per lo più carne, patate, funghi, verdure, barbabietole, frutta e vari tipi di erbe. Alcuni piatti tipici della cucina ucraina sono tra i più semplici da preparare. Vengono utilizzati numerosi ingredienti, che il più delle volte hanno sapori molto contrastanti tra loro, con accostamenti che in culture potrebbero sembrare azzardati, ma nonostante la diversità di sapori, la riuscita è ottima.
Considerata il paniere di Europa, per la sua grande produzione di frumento, in Ucraina il pane viene prodotto in svariati modi e utilizzato anche durante i riti religiosi. Sono molto diffuse anche le torte e i dolci ricoperti di miele. Data la grande ospitalità degli ucraini, i piatti si servono generalmente in quantità abbondanti.
È una cucina piuttosto ipercalorica e ricca anche di carboidrati. Mangiare ucraino significa mangiare piatti piuttosto ricchi di spezie e di erbe aromatiche; aglio, come pure menta, mostarda, pepe, aneto, prezzemolo e cannella sono normalmente consumati. Nessuna spezia o aroma viene usato a sproposito, ma anzi sapientemente e quasi alla perfezione viene aggiunta come esaltatore dei sapori. La cucina ucraina ha come ingrediente base la carne, ma anche patate, verdure, funghi, frutta, la panna acida e l'immancabile pane.

## I piatti tipici

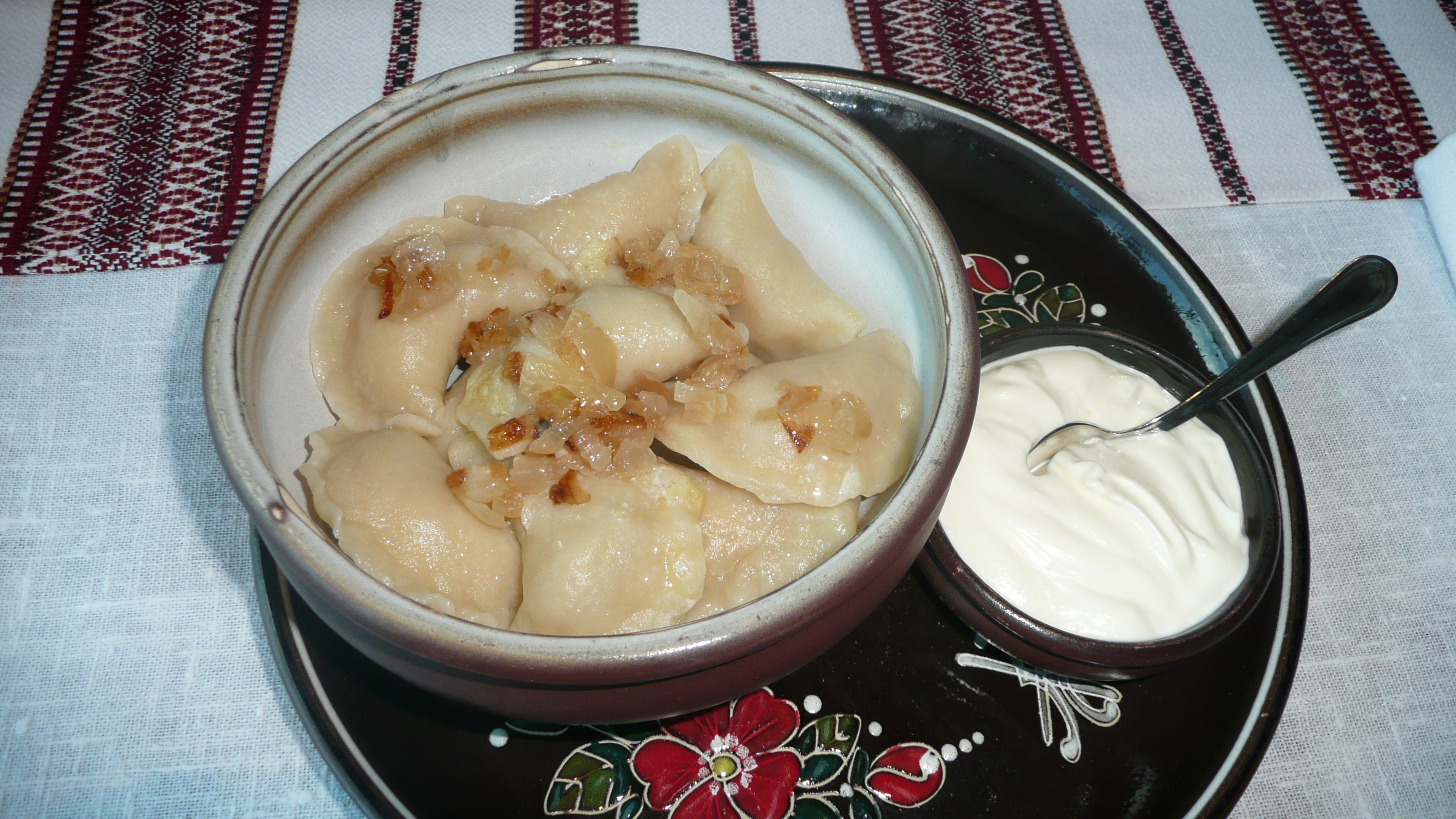
Varenyky

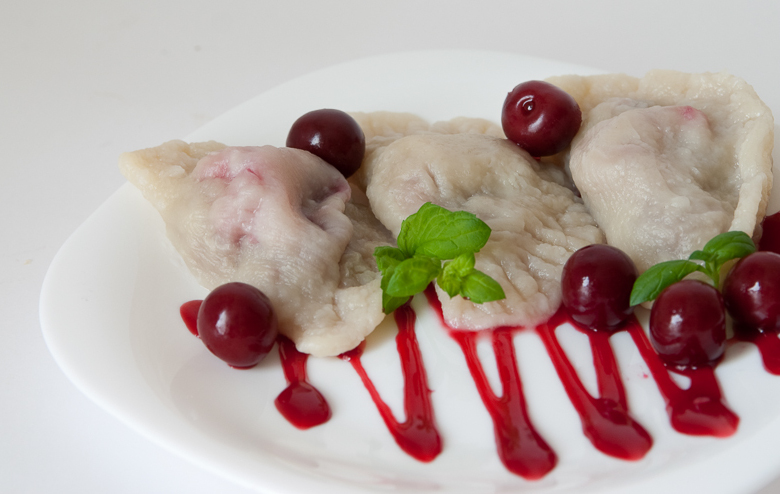
Varenyky

### I primi
Varenyky: sono il piatto più consumato in Ucraina e sono di origine prettamente ucraina. Si tratta di ravioli a forma di mezzaluna, con un ripieno solitamente di patate ma ci possono essere variazioni fino a 50 tipi di ripieni diversi (tra cui funghi, ciliegie, verza, formaggio ecc) e vengono normalmente serviti con diversi tipi di salse, di cui la più usata è la panna acida (smetana), poi si può utilizzare burro fuso con cubetti di pancetta, salsa di funghi ecc. Inoltre esiste anche la versione di varenyky fritti.
Pil'meni pasta ripiena simile ai pierogi polacchi. Gli ingredienti del ripieno varia a seconda delle regioni, sebbene quello più tipico sia a base di carne suina macinata.
Holubcy: gli holubcy sono involtini di cavolo ripiene di riso condito, carne o grano saraceno oppure con le patate a cui viene aggiunta sopra della salsa fatta con il pomodoro o panna acida (smetana).
Grano saraceno: il grano saraceno è molto diffuso e viene cucinato con diverse salse, la più frequente la salsa dei funghi.
Kaša: il significato ucraino del termine kaša si riferisce sostanzialmente a tutti i cereali. Questa parola può essere associata a quello che in Gran Bretagna è denominato «porridge»:  quasi sempre si tratta di grano saraceno, presente in quasi tutti i piatti ucraini, sotto forma di contorno, ripieno o ingrediente principale in una tipica pappa preparata per la colazione.

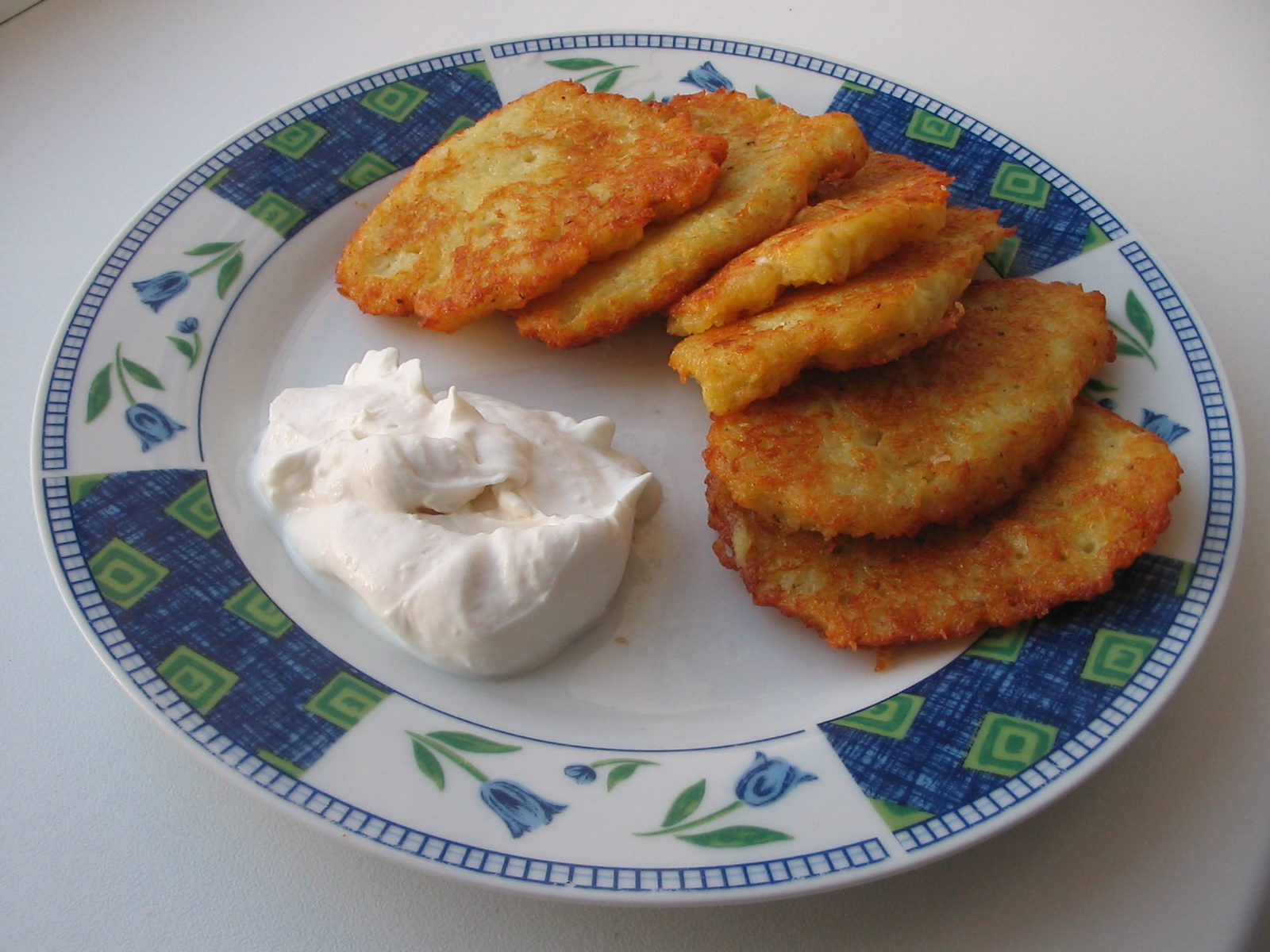
Dyruny

Deruny (a base di patate, servite con una salsa cremosa, adatte ad accompagnare verdure o carne)
Nalysnyky (delle crepes sottili) 
Mlynsy (piccole e spesse).
Pirog è una pietanza di pasta ripiena, dolce o salata, cotta al forno o fritta. Esiste una grandissima quantità di ricette di piroh: le variazioni riguardano la pasta (può essere usata pasta lievitata, pasta frolla o pasta sfoglia), il ripieno (dove può essere utilizzato ciò che più piace) e l'aspetto esteriore (i pirohi possono essere chiusi, aperti o fatti con la sfoglia).
Plov è il riso con pezzettini di carne e carote

### Zuppe e minestre
Boršč: zuppa di barbabietole, è la tipica minestra regionale, perfetta per scaldarsi d'inverno. La versione normale è quella fatta con barbabietola, lardo ed erbe, ma è molto diffusa la versione «verde», molto aromatica e preparata con acetosella. In ogni regione ci possono essere delle varianti come quella con la salsiccia, il midollo o le mele marinate.
Hybivka: zuppa di funghi.

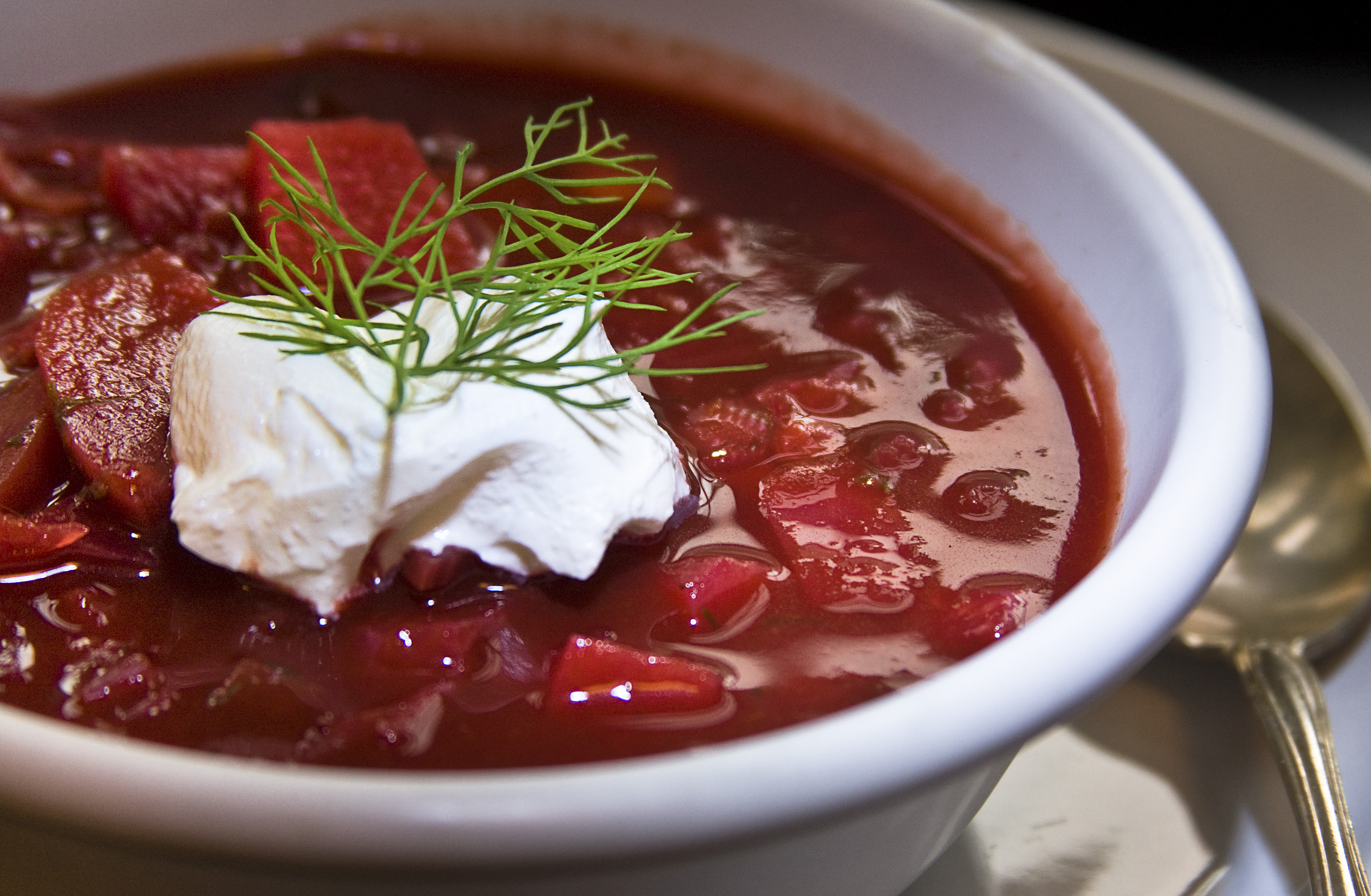
Boršč

Okroška: zuppa fredda di verdure, uova e carne.

### Pesci
Anguilla: viene cucinata come antipasto condita con olio e spesso accompagnata da horilka (vodka)
Pstruh: sono trote ucraine

### Carne

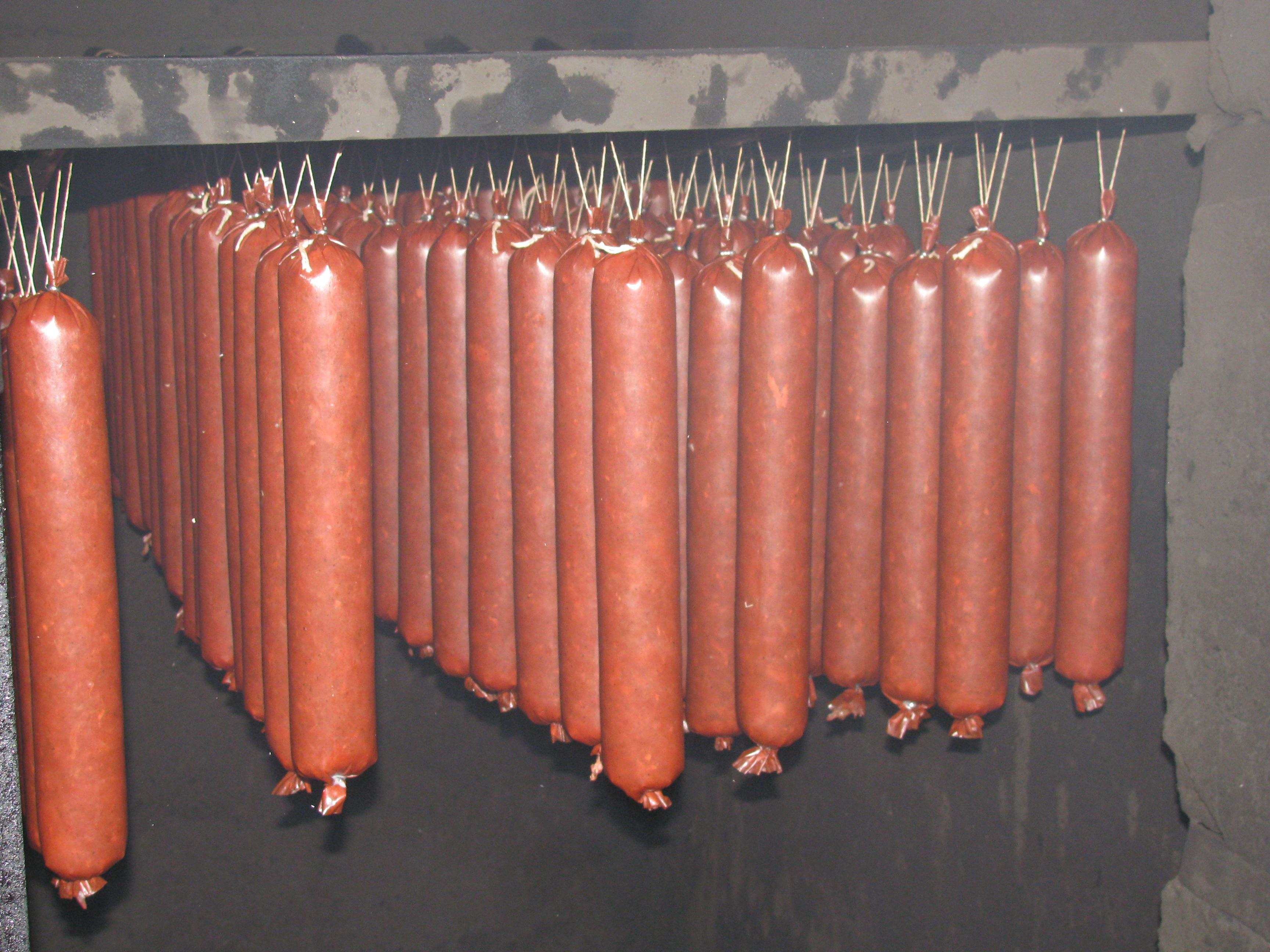
Salame in fume

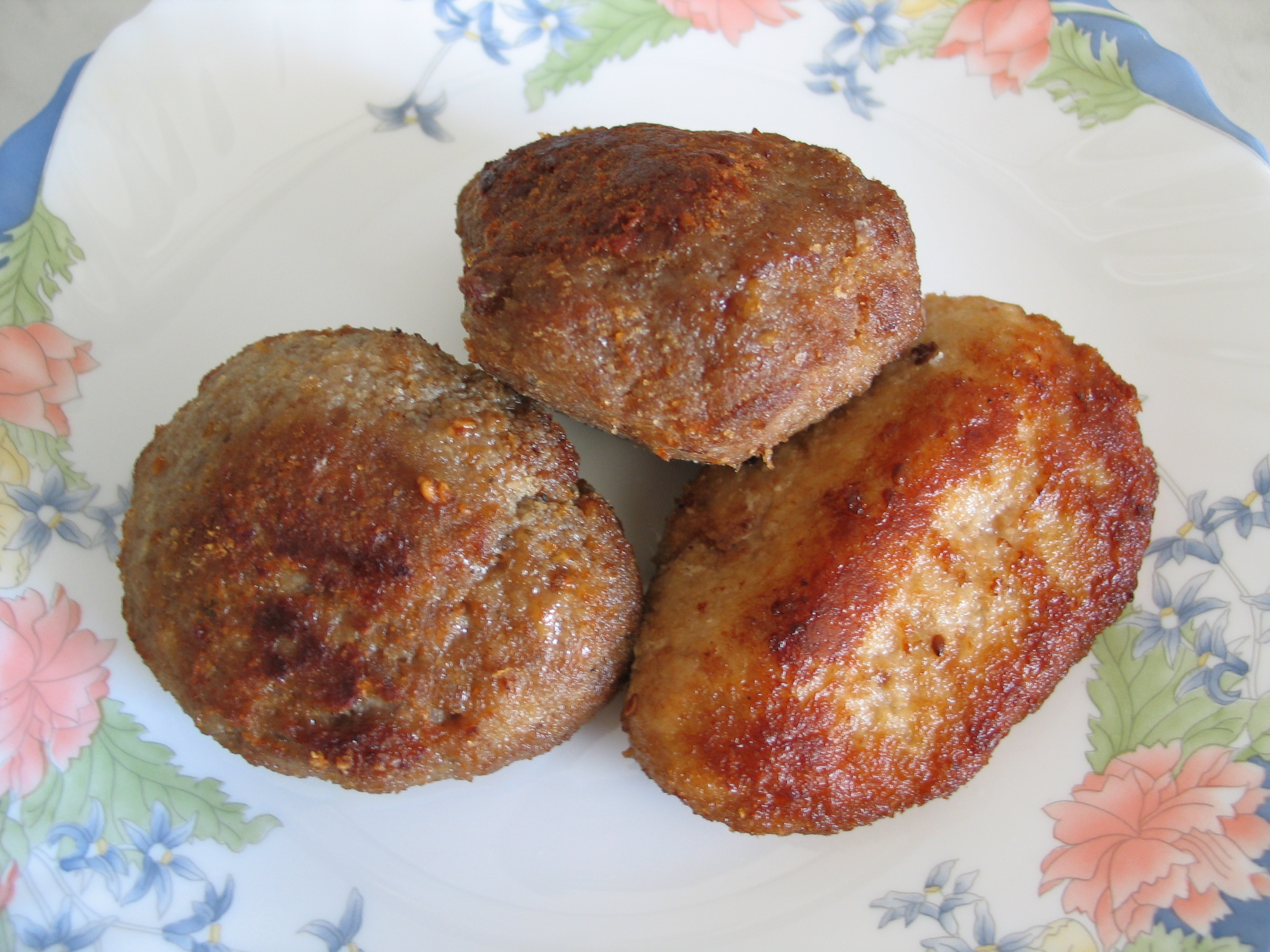
Kotlety

Kovbasy: sono salami ucraini affumicati o non.
Kotlety: sono polpette ucraine di carne suina o di vitello.
Holodez: gelatina preparata con carne, brodo, cipolle e carote.

## Pane
Pane: lo scrittore francese Honoré de Balzac, visitando il paese a metà Ottocento, contò ben 77 modi diversi di panificare. Ogni giorno vengono consumate varietà diverse di chlib, sia bianche che nere, come i pampušky, panini soffici bianchi fritti insaporiti con aglio e olio perfetti per accompagnare il boršč. Sotto le feste vengono preparate dei pani spettacolari, per la maggior parte il gusto è dolce.
Kalač: pane bianco fatto con farina di frumento e modellato a forma di maniglia
Korovaj: è il pane intrecciato utilizzato durante le celebrazioni nuziali, può essere decorato con nastri di stoffa, fiori, oppure con simboli in pasta: riccioli, trecce, pigne, croci, sole, luna, albero della vita o uccelli. La coppia di uccelli sistemati sulla sommità rappresenta gli sposi, gli altri i vari parenti. Normalmente si prepara un korovaj a più piani di cui l'ultimo rimane come ricordo agli sposi, oppure uno grande da consumare con gli ospiti ed uno piccolo per gli sposi che lo porteranno nella nuova casa come simbolo di buona fortuna e prosperità futura.

## Contorni

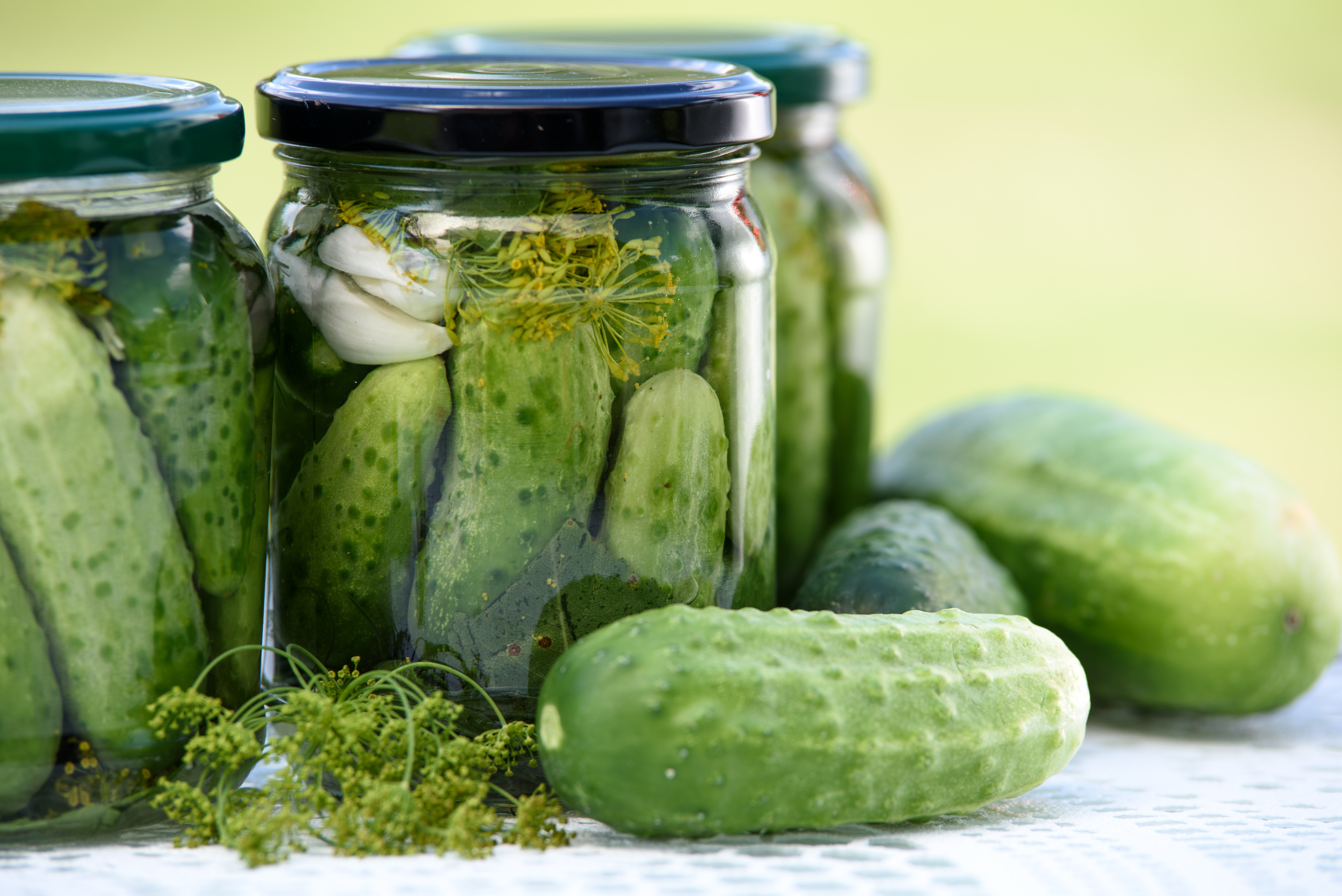
Cetrioli in salamoia

Cetrioli in salamoia: i cetrioli in salamoia sono un contorno molto usato e possono anche essere serviti come antipasto o come aperitivo abbinato a horilka
Pomodori in salamoia: come i cetrioli anche i pomodori vengono preparati in salamoia.
Olivye: è l'insalata russa.
Vinigret: insalata di barbabietole con fagioli, piselli e cipolle

## Dolci

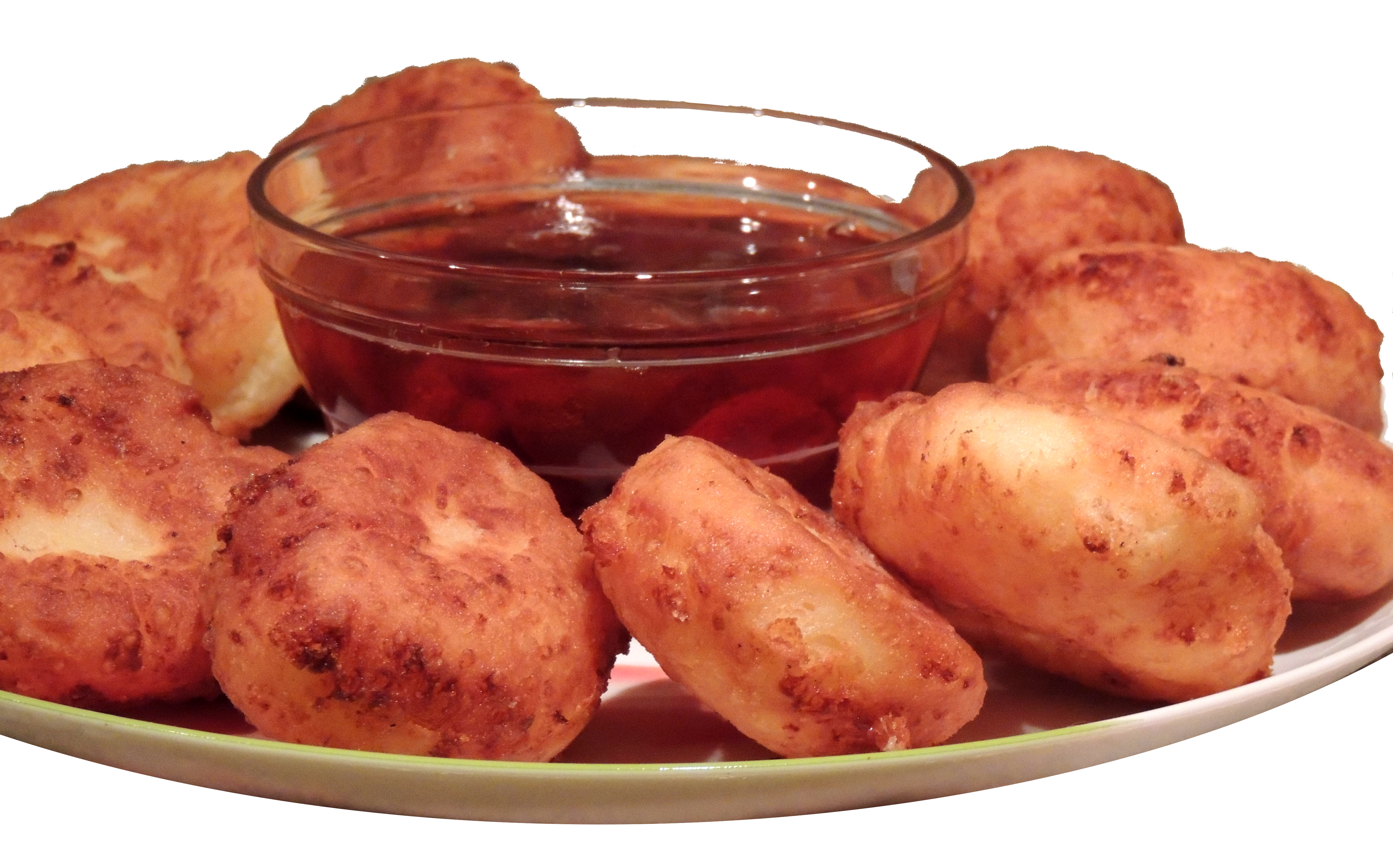
Syrniki

- Syrniki[1]: pancake fritti di ricotta mescolata a uova e farina, accompagnati con marmellata, miele oppure panna fresca.
- Kutia: dolce natalizio preparato con farina di grano duro, noci, miele e papavero
- Haluški: involtini di verza al riso
- Geleé: gelatina (alla frutta o al latte)
- Paska: il pane tipico per festeggiare la pasqua.  Il paska si prepara scaldando il latte con zucchero, lievito e poca farina, mentre a parte si uniranno le uova con lo yogurt, il burro e la restante farina, infine si unirà il primo impasto e si lascerà il tutto a lievitare, e al termine si unirà l'uva passa e si porrà il tutto in una teglia a cuocere al forno, glassando poi al termine con bianchi d'uovo e zucchero e decorando con cioccolato.
- Halva: una pasta a base di semi di girasole, aromatizzata con diversi gusti; caffè, vaniglia, cacao, in molti casi anche miscelati fra loro come variegati.
- Zukerky: sono cioccolatini ucraini e sono di diversi tipi e gusti.

## Torte
- Spartak: è una torta a base di cioccolato, miele, e crema.
- Babka: la babka è una torta spugnosa, dall'impasto simile a quello delle brioche, prodotta soprattutto nell'Europa orientale. Di solito non ha alcun ripieno, ma viene ricoperta con una glassa alla vaniglia o al cioccolato e decorata con mandorle o frutta candita, o anche con l'aggiunta di rum.

## Bevande

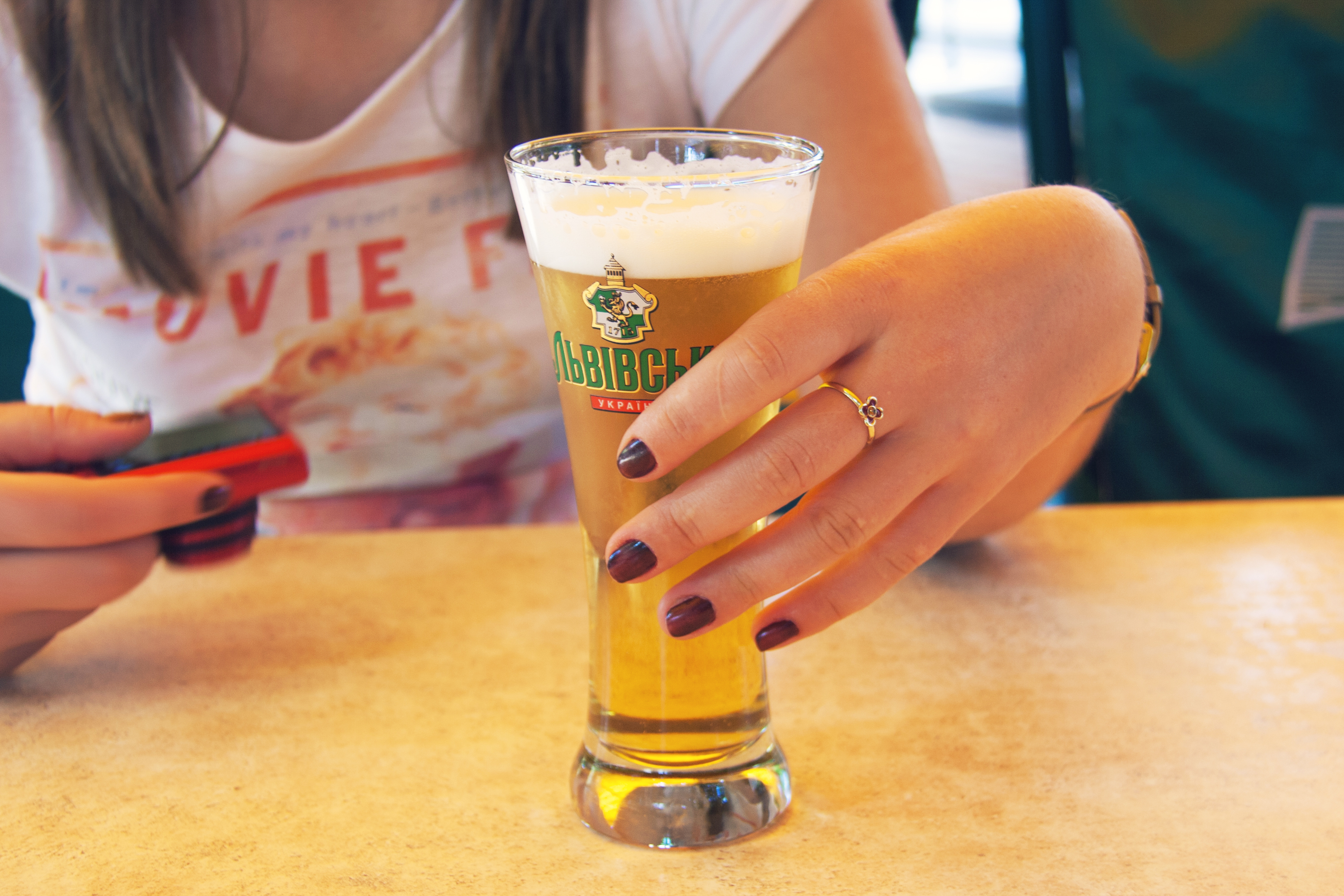
Birra Lvivske

La bevanda tradizionale ucraina è la horilka (parente stretto di vodka), ovvero la vodka speziata, molto più forte di quella russa, un distillato di frumento, segale e qualche volta patate.
Anche il vino è molto diffuso e ne esistono diverse varietà, provenienti per lo più dalla Crimea, il cui clima temperato ha consentito la nascita di numerosi frutteti e vigneti. Proprio in questi luoghi si è sviluppata un'alta competenza nel settore vitivinicolo.Tra i vini bianchi va ricordato l'Aligoté il cui colore varia dal giallo paglierino al dorato intenso e il Traminer. Tra i rossi il Cabernet Sauvignon e il Merlot. Diffusi anche i vari tipi di Pinot.
La birra prodotta sul posto è considerata di buona qualità. Le migliori case produttrici di birra ucraina sono "Lvivs'ke", "Obolon" e "PPB" (Perša Privatna Brovarnia).
Tra le bevande leggere si annovera il "Kvas", un fermentato a bassa gradazione alcolica ricavato dalla segale o dal frumento. Il kvas è usato soprattutto d'estate come bevanda rinfrescante.
La bevanda tradizionale porta il nome di Uzvar ed è tratta da un infuso di frutta secca con un particolare procedimento, la bevanda è preparata in casa e non si trova in commercio. Il gusto è molto leggero e non si distingue un sapore definito, ma è genuino e buono se bevuto fresco, il colore è leggermente rosato.

## Vigilia del Natale ucraino
Il Natale in Ucraina veniva festeggiato tra il 6 ed il 7 gennaio, è cioè 13 giorni dopo il Natale cattolico. Nel luglio 2024 il presidente ucraino Volodymyr Zelensky ha promulgato una legge per anticipare la celebrazione del Natale dal 7 gennaio al 25 dicembre. Questa decisione mirava ad allineare l'Ucraina ai paesi occidentali. Durante un messaggio alla nazione la sera della Vigilia di Natale, Zelensky ha dichiarato che quest'anno «ctutti festeggiamo il Natale insieme. Nella stessa data, come una sola grande famiglia, una sola nazione, un solo paese unito».
Le tradizioni religiose in ucraina sono profondamente radicate anche nei giovani, ma l'aspetto commerciale delle celebrazioni natalizie assume sempre più grande influenza, a prescindere dal credo della famiglia, sia esso cristiano-ortodosso o cristiano-cattolico.
Nella Vigilia del Natale le celebrazioni hanno inizio la sera con la “koliada”, un rituale di canti natalizi di antica tradizione, e si concentrano nella cena, chiamata Svjata Večerija, 12 pasti a base di piatti tradizionali di verdura o pesce, mai di carne, tutti a rappresentare 12 apostoli. Immancabile sulla tavola natalizia in Ucraina è il “Kutia”, un piatto preparato con grano, mak (papavero) e miele, uva secca, noci e altro. La tradizione vuole che si metta sotto la tovaglia un ciuffo di paglia, a simboleggiare la mangiatoia dove dormiva Gesù bambino.